# Fußball-Oberliga 2010/11
Die Saison 2010/11 der Oberliga war die dritte Saison der Oberliga als fünfthöchste Spielklasse im Fußball in Deutschland nach Einführung der 3. Liga als dritthöchste Spielklasse zur Saison 2008/09 und der Herabstufung der Regionalliga zur vierthöchsten Spielklasse.

## Oberligen
- Oberliga Baden-Württemberg 2010/11
- Bayernliga 2010/11
- Bremen-Liga 2010/11
- Oberliga Hamburg 2010/11
- Hessenliga 2010/11
- Oberliga Niedersachsen 2010/11
- Oberliga Nordost 2010/11 in zwei Staffeln (Nord und Süd)
- NRW-Liga 2010/11
- Schleswig-Holstein-Liga 2010/11
- Oberliga Südwest 2010/11